# Korkuteli-Talsperre

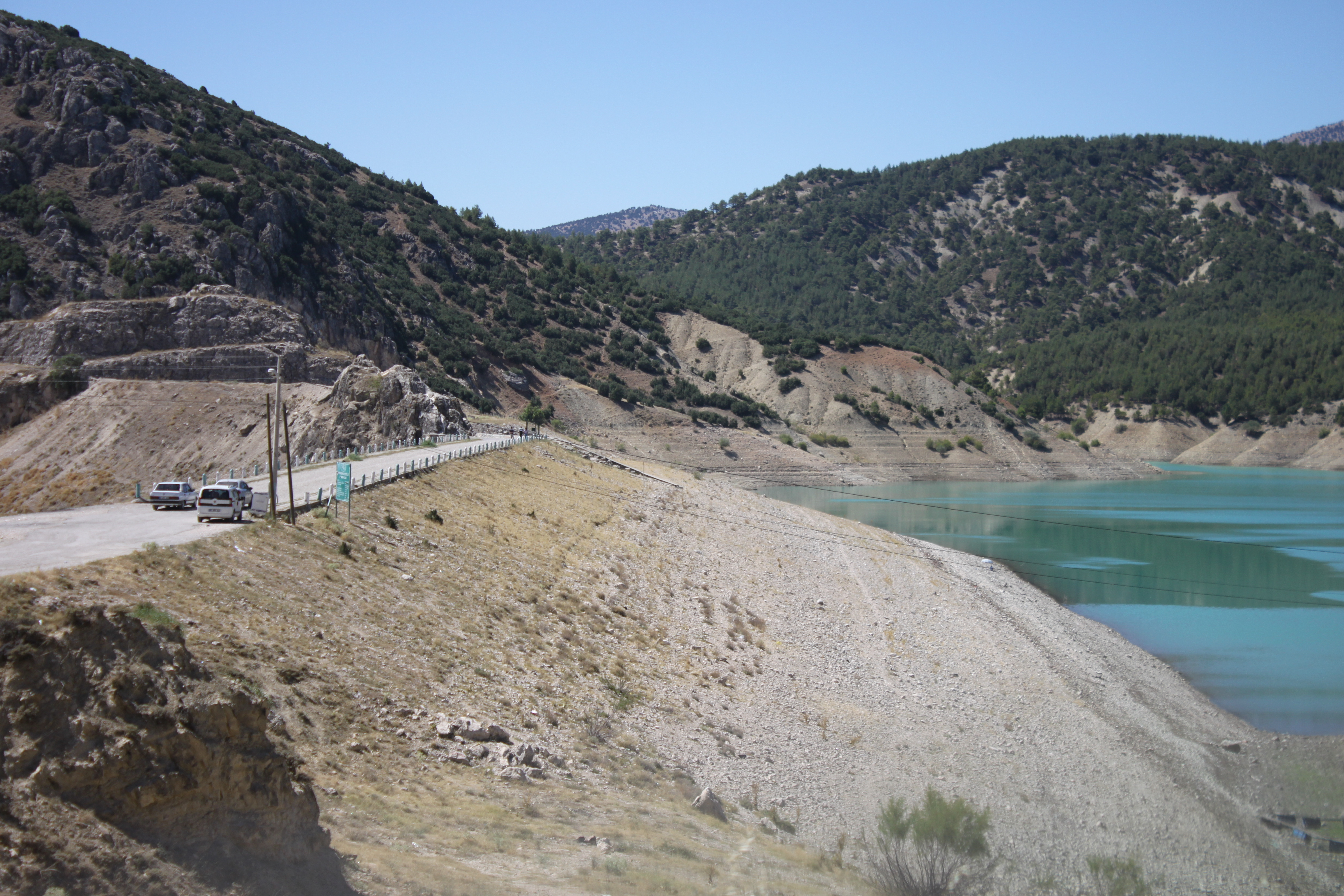
Korkuteli; der Absperrdamm des Stausees; im Hintergrund der Überlauf.

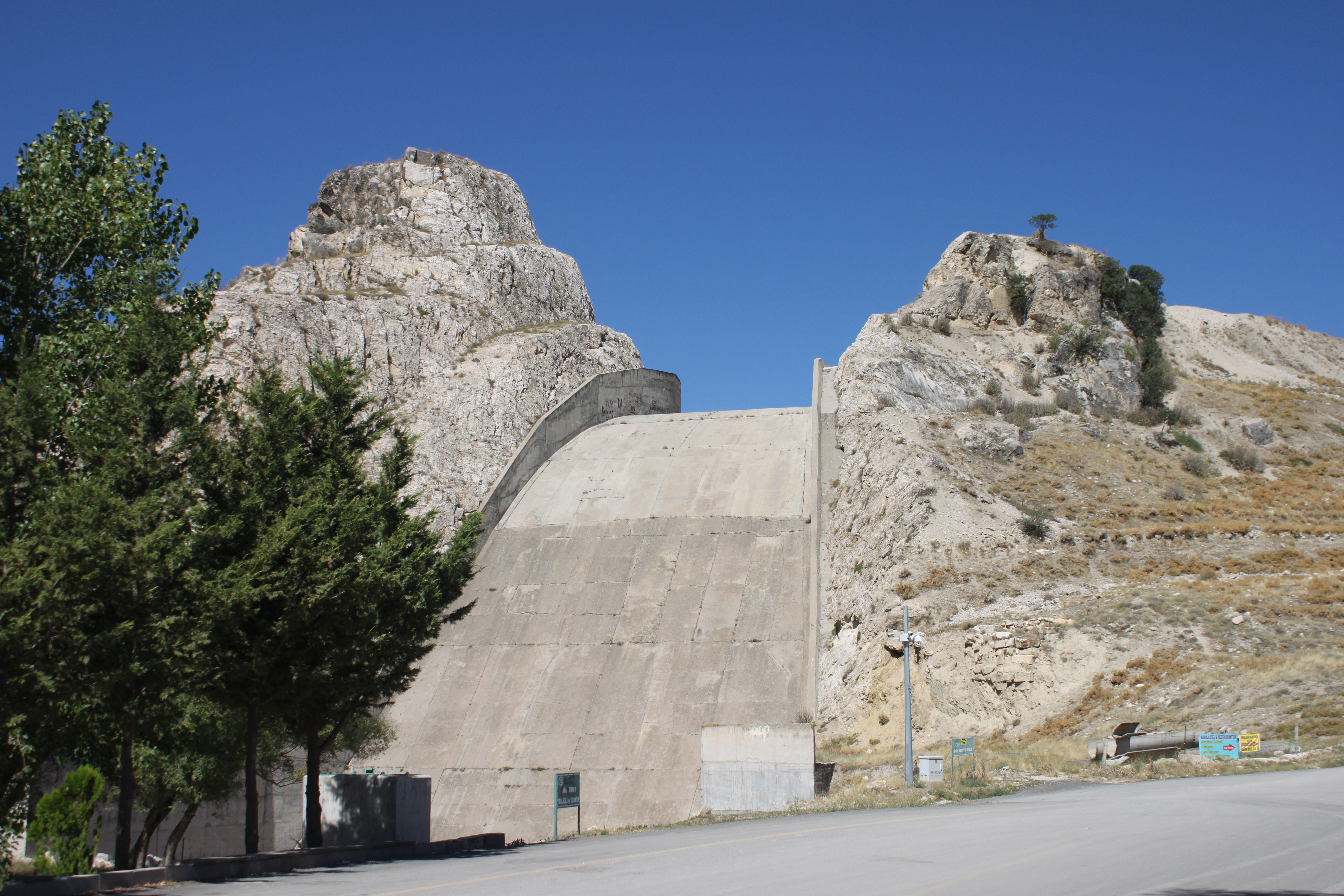
Korkuteli; der Überlauf des Korkuteli-Stausees in der Mitte der Staumauer.

Die Korkuteli-Talsperre (türkisch Korkuteli Barajı) befindet sich 50 km nordwestlich der Provinzhauptstadt Antalya in der gleichnamigen südtürkischen Provinz.
Die Korkuteli-Talsperre wurde in den Jahren 1968–1976 einen Kilometer westlich der Kreisstadt Korkuteli am Korkuteli Çayı, einem linken Nebenfluss des Marzuman, als Mehrzweck-Talsperre errichtet. Sie dient der Bewässerung einer Fläche von 5986 ha, dem Hochwasserschutzes sowie der Trinkwasserversorgung.
Das Absperrbauwerk ist ein 70 m (über der Talsohle) hoher Steinschüttdamm. Das Dammvolumen beträgt 2.020.000 m³.
Der Stausee bedeckt eine Fläche von 2,2 km² und verfügt über ein Speichervolumen von 47,5 Mio. m³.